# Willem Schoonen
Willem Schoonen (Utrecht, 1958) is een Nederlands journalist en voormalig hoofdredacteur van Trouw.
Schoonen volgde het gymnasium in Apeldoorn en studeerde milieuhygiëne aan de Landbouwhogeschool Wageningen. In zijn studententijd werd hij actief in de CPN en vanaf 1983 ging hij werken voor de Waarheid. De CPN verliet hij voor 1985.
Na zijn studie maakte Schoonen in 1985 de overstap naar Trouw en was hier achtereenvolgens:
- wetenschapsjournalist
- correspondent in Brussel (van 1992 tot 1998)
- chef van het katern De Verdieping (van 1998 tot 2004)
- chef economie (van 2004 tot 2007)
- hoofdredacteur (van 2007 tot 2013) als opvolger van Frits van Exter
- wetenschapsjournalist (vanaf 2013)